# Pycnodictya kilosana
Pycnodictya kilosana är en insektsart som beskrevs av Miller, N.C.E. 1929. Pycnodictya kilosana ingår i släktet Pycnodictya och familjen gräshoppor. Inga underarter finns listade i Catalogue of Life.